# Sint-Jozefskerk (Terhagen)

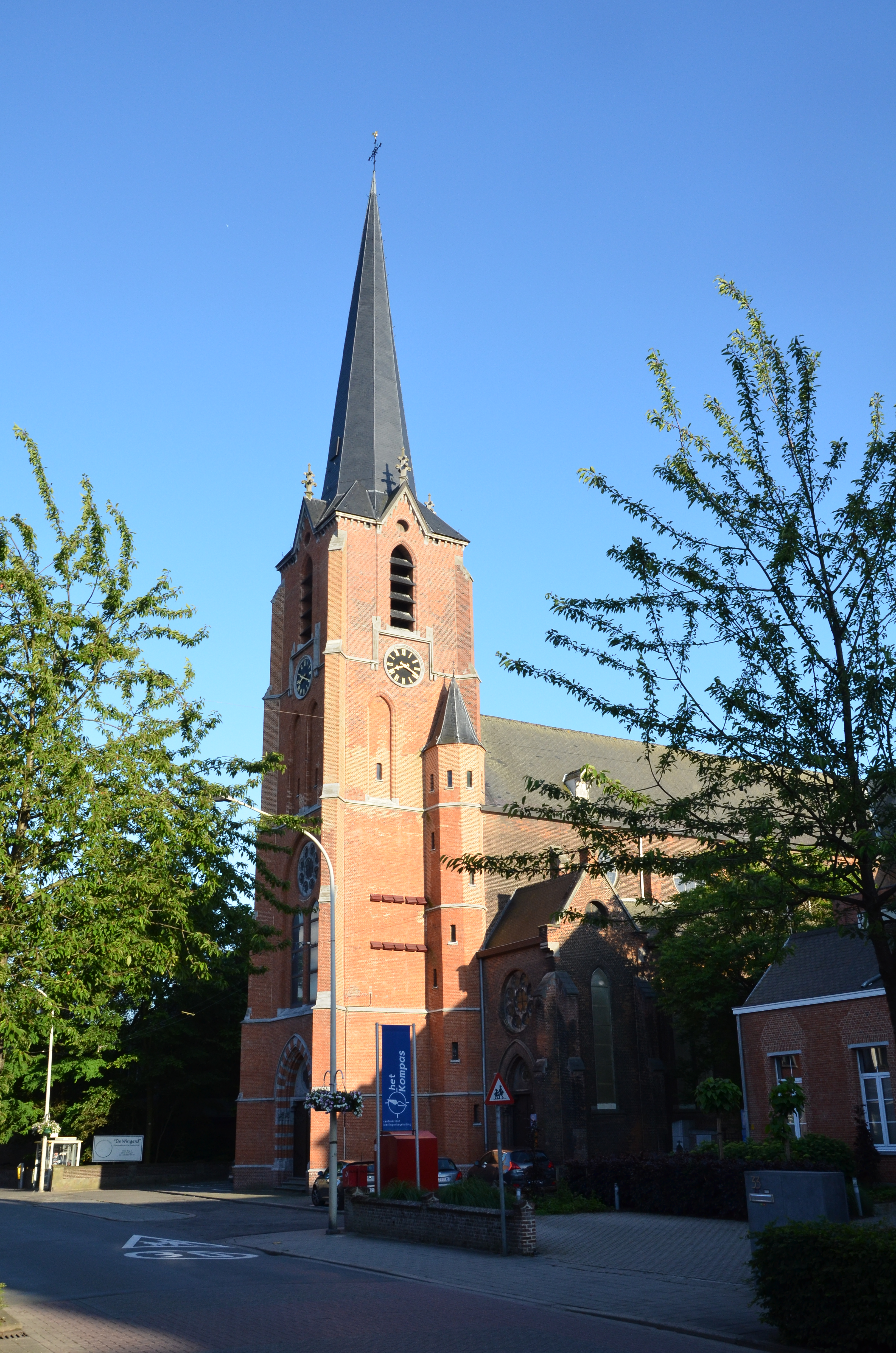
Sint-Jozefskerk

De Sint-Jozefskerk is de parochiekerk van de tot de Antwerpse gemeente Rumst behorende plaats Terhagen, gelegen aan de Kardinaal Cardijnstraat

## Geschiedenis
De parochie werd gesticht in 1875, nadat Terhagen in 1874 een zelfstandige gemeente was geworden. Een kerk werd in 1881-1884 gebouwd naar ontwerp van Eugeen Gife.

## Gebouw
Het betreft een naar het zuiden georiënteerde bakstenen kruisbasiliek in neogotische stijl. De kerk heeft een driezijdig gesloten koor en een voorgebouwde toren. Deze heeft vier geledingen en wordt geflankeerd door een achthoekige traptoren.

## Interieur
Het interieur wordt overkluisd door een kruisribgewelf. Het kerkmeubilair is neogotisch. De glas-in-loodramen zijn van omstreeks 1890, 1930 en 1950.